# Елань-12
Елань-12 (катамаран) — самоходный плавучий дом. Рассчитан на 12 человек. Производится волгоградской судостроительной компанией «Фрам». Может использоваться как пассажирское, грузовое, аварийно-спасательное судно.
Особенности модели: малое водоизмещение, осадка и достаточно высокая манёвренность судна, позволяющие использовать его в несудоходных реках и заливах; широкий набор стандартного оборудования, вместительность; модульный принцип внутренней конструкции позволяет вносить существенные изменения во внутреннюю планировку. Недостатки: на открытой верхней «солнечной» палубе («крыше») ограждения имеют недостаточную высоту и расположены не по всему периметру — отсутствуют в носовой части; не предусмотрена регулировка сиденья водителя; плохой задний обзор; тесная кормовая палуба, отсутствует носовой трап.

## Катастрофа
11 июня 2018 г. в 10 часов вечера на расстоянии 250 метров от берега в Центральном районе Волгограда столкнулось с нефтеналивной баржей. Погибли 11 человек. По данным следствия, владелец Дмитрий Хахалев, ранее судимый за хулиганство и изнасилование, управлял судном в состоянии алкогольного
опьянения.